# مدينة جبا
مدينة جبا وهي مدينة أثرية يمنية تقع غرب جبل صبر المطل على مدينـة تعز ورد ذكرها في النقوش القديمة باسم (جباو)، وهي إحدى الممالك اليمنية التي ظهرت علـى مسرح التاريخ القديم، وينسب إليها الملوك الجبائيون.كما اشتهرت جَبَأ قديما ً بالتجارة والصناعة.

## تاريخ المدينة
قد ذكرها «الهمداني» فذكر «جَبَأ» في كتابه «صفة جزيرة العرب» بأنها: كورة المعافر وانها تقع في فجوة بـين جبـل صبر وجبل ذ َخِرْ (جبل حبشي)، وطريقها في وادي الضباب وتباشعة، وملوك المعافر «آل الكرندي من سبأ الأصغر» ينتمون لى «ولادة الأبيض بن جمال»، منازلهم بالحبيل من قاع جَبَأ الذي يفضي في المنحدر إلى ناحيـة بنـي مجيد ويضيف «الهمداني» أن جَبَأ مدينة المعافر، وهي «لآل الكرندي من بني تمامة إلى حمير الأصغر» وفي هامش «الصفة» يقول «الأكوع» إن جَبَأ كان يقام بها سوق في دورة الأسبوع، ويضيف «الأكوع» أن فلاح كان يحر ث مزرعته بجانب المدينة المذكورة إذ ظهر له صلول بلاط فتابع الحفر فأفضى به إلـى باب ثم إلى مكان صغير وعثر فيه على تمثال ثور على قاعدة من المرمر، وأمام التمثال مسرجة مصباح من المرمر وعليها كتابات بالمسند ثم جاءه الناس يشاهدون التمثال وما حوى، وحينذاك ساومه بعـض المارة من اليهود على بيعه، ودفع له مبلغا ً كبيرا ً وحدثت نفسه لماذا يساومه هذا اليهودي؟ وبهذا الثمن وهو مجرد صنم يعبد من دون الله فعمد الرجل إلى التمثال فكسره، أما المسرجة فقد باعها على انفراد بعد حين، ومدينة جَبَأ اليوم خربة لم يبق منها غير مسجدها وسوق هنالك يسمى سوق جَبَأ، وكانت من مدن اليمن المشهورة ومن المواقع الهامة في المسراخ، وحصبان تشكل عزلة تقع جنوب جبل صـبر، وهي حصبان أعلى وحصبان أسفل، ينسبها الإخباريون إلى «حصبان بن حذيفة بن حجر بن قـاول»، وهي تدخل ضمن نطاق مدينة جَبَأ الأثرية في الناحية الشرقية.